# Adtranzovi niskopodni tramvaji
Adtranzovi niskopodni tramvaji, proizvedeni 1990-ih, prvi su potpuno niskopodni tramvaji. Proizvodio ih je MAN i bivši AEG. Prvi prototip (za normalni kolosijek) proizveden je 1989. za potrebe bremenskog javnog prijevoza putnika. Još tri prototipa je proizvedeno do 1991. za München, a prvi prototip za metarski kolosijek 1993. za Augsburg.
Načelo imenovanja različitih tipova tramvaja je GTxN/M/S/K. GT dolazi iz njemačkog Gelenk-Triebwagen (zglobno željezničko vozilo), x označuje broj osovina. Na kraju stoji slovo koje označava razmak kolosijeka: N za normalni kolosijek (1435 mm), M za metarski kolosijek (1000 mm), S za uskotračni kolosijek (<1000 m) te K za kolosijek razmaka 1067 mm.

## Prva generacija
Niskopodni tramvaji "Bremenskog" tipa (GTxN/M/S) proizvedeni su u nekoliko koraka kao derivacija zglobnih tramvaja Hansa Waggonbau proizvedenih 1959. u Bremenu.
| GT4N-ZR/GT4K-ZR/GT6M/GT6M-ZR/GT6N/GT6N-ZR/GT6S/GT8N | GT4N-ZR/GT4K-ZR/GT6M/GT6M-ZR/GT6N/GT6N-ZR/GT6S/GT8N | GT4N-ZR/GT4K-ZR/GT6M/GT6M-ZR/GT6N/GT6N-ZR/GT6S/GT8N | GT4N-ZR/GT4K-ZR/GT6M/GT6M-ZR/GT6N/GT6N-ZR/GT6S/GT8N | GT4N-ZR/GT4K-ZR/GT6M/GT6M-ZR/GT6N/GT6N-ZR/GT6S/GT8N | GT4N-ZR/GT4K-ZR/GT6M/GT6M-ZR/GT6N/GT6N-ZR/GT6S/GT8N |
| --------------------------------------------------- | --------------------------------------------------- | --------------------------------------------------- | --------------------------------------------------- | --------------------------------------------------- | --------------------------------------------------- |
| Tip:                                                | GT4N-ZR                                             | GT4K-ZR                                             | GT6N/M/S                                            | GT6N/M-ZR                                           | GT8N                                                |
| Godine proizvodnje:                                 | 1997. – 2009.                                       | 2002. – 2006.                                       | 1989. – 1997.                                       | 1995. – 2003.                                       | 1993. – 1996.                                       |
| Broj tramvaja:                                      | 7                                                   | 12                                                  | 237                                                 | 94                                                  | 78                                                  |
| Proizvođač:                                         | Adtranz, Niigata Transys                            | Bombardier, Niigata Transys                         | MAN, AEG, Adtranz, Bombardier                       | MAN, AEG, Adtranz, Bombardier                       | MAN, AEG, Adtranz, Bombardier                       |
| Duljina:                                            | 18.550 mm                                           | 18.000 mm (Okayama) 18.400 mm                       | 26.800 mm                                           | 26.500 mm (N) 26.800 mm (M)                         | 35.400 mm                                           |
| Širina:                                             | 2.350 mm                                            | 2.400 mm (Okayama) 2.450 mm                         | 2.300 mm                                            | 2.300 mm                                            | 2.300 mm                                            |
| Visina:                                             | 3.390 mm                                            | 3.047 mm                                            | 3.290 mm                                            | 3.290 mm                                            | 3.290 mm                                            |
| Visina poda:                                        | 350 mm                                              | 350 mm                                              | 350 mm                                              | 350 mm                                              | 360 mm                                              |
| Visina ulaza:                                       | 300 mm                                              | 300 mm                                              | 300 mm                                              | 300 mm                                              | 300 mm                                              |
| Osovina:                                            | 1.850 mm                                            | 1.850 mm                                            | 1.850 mm                                            | 1.850 mm                                            | 1.850 mm                                            |
| Promjer kotača:                                     | 650 mm                                              | 650 mm                                              | 662 mm                                              | 662 mm                                              | 662 mm                                              |
| Sjedećih mjesta:                                    | 24                                                  | 20 (Okayama) 30                                     | 58 (N) 62 (M) 60 (S)                                | 46, 50*                                             | 82–85                                               |
| Stajaćih mjesta:                                    | oko 36                                              | 65 (Okayama) 50                                     | 87–97                                               | 97–104                                              | 123–132                                             |
| Snaga:                                              | 2×100 kW                                            | 2×100 kW                                            | 3×100 kW (N,M) 3×95 kW (S)                          | 3×100 kW                                            | 4×84 kW                                             |
| Najveća brzina:                                     | 70 km/h                                             | 70 km/h                                             | 70 km/h                                             | 70 km/h                                             | 70 km/h                                             |
| Masa:                                               | 21.000 kg                                           | 21.000 kg                                           | 31.000 kg (N) 29.000 kg (M) 29.900 kg (S)           | 31.500 kg (M) 31.600 kg (N)                         | 36.500 kg ili 38.000 kg                             |

### Tip za metarski kolosijek (GT6M)
| grad              | broj tramvaja | tip tramvaja         |
| ----------------- | ------------- | -------------------- |
| Augsburg          | 11            | GT6M (jednosmjerni)  |
| Frankfurt na Odri | 8             | GT6M (jednosmjerni)  |
| Jena              | 33            | GT6M-ZR (dvosmjerni) |
| Mainz             | 16            | GT6M-ZR (dvosmjerni) |
| Zwickau           | 12            | GT6M (jednosmjerni)  |
| Ukupno            | 80            |                      |

#### GT6M u Zagrebu
Razlog nabavke rabljenih GT6M tramvaja iz Augsburga je zamjena najstarijih modela tramvaja i održivost voznog reda do dolaska novih tramvaja tipa NT2400 iz Končara.
Prvi rabljeni GT6M iz Augsburga je došao u Zagreb 1. prosinca 2023. Taj tramvaj dobio je garažni broj 1001. Tijekom prosinca trajao je tehnički pregled vozila, edukacija servisnog i prometnog osoblja te ostale prilagodbe mreži. GT6M je na prvoj redovnoj vožnji bio 27. prosinca 2023. na liniji 12, a prethodno je bio viđen po Zagrebu na pokusnim vožnjama.